# Ninia hudsoni
Ninia hudsoni (кавова змія Хадсона) — вид змій родини полозових (Colubridae). Мешкає в Південній Америці.

## Поширення і екологія
Кавові змії Хадсона мешкають в Амазонії на території Колумбії, Еквадору, Перу і Бразилії, а також в Гаяні. Вони живуть у вологих і сухих тропічних лісах. Зустрічаються на висоті від 200 до 1300 м над рівнем моря.